# Lijst van gemeentelijke monumenten in Putten
De gemeente Putten heeft 22 gemeentelijke monumenten. Hieronder een overzicht.
| Object | Bouwjaar                     | Architect                                                                         | Locatie                 | Coördinaten                   | Nr.        | Afbeelding |
| --- | ---------------------------- | --------------------------------------------------------------------------------- | ----------------------- | ----------------------------- | ---------- | --- |
| Boerderij De Hoonhorst, onderdeel van landgoed Oldenaller. Op het erf bevinden zich het bakhuisje, 2 nieuwe schuren, drie hooibergen en een schaapskooi. | ca. 1890                     |                                                                                   | Broekermolenweg 14      | 52° 14' 37" NB, 5° 32' 55" OL | 0273/WN001 | Boerderij De Hoonhorst, onderdeel van landgoed Oldenaller. Op het erf bevinden zich het bakhuisje, 2 nieuwe schuren, drie hooibergen en een schaapskooi. |
| Hallenhuisboerderij Groot Deuverden, onderdeel van landgoed Oldenaller. Op het erf bevinden zich een bakhuisje, een schuur en een schaapskooi. | eerste kwart van de 19e eeuw |                                                                                   | Donkeresteeg 20         | 52° 13' 28" NB, 5° 31' 48" OL | 0273/WN002 | Hallenhuisboerderij Groot Deuverden, onderdeel van landgoed Oldenaller. Op het erf bevinden zich een bakhuisje, een schuur en een schaapskooi. |
| Dorpspomp, rechthoekig, in hout uitgevoerd |                              |                                                                                   | Dorpsstraat             | 52° 15' 38" NB, 5° 36' 27" OL | 0273/WN003 | Dorpspomp, rechthoekig, in hout uitgevoerd |
| De gedachtenisruimte. De ruimte is ingericht ter nagedachtenis aan de Razzia van Putten op 1 oktober 1944, die na ruim een week leidde tot de deportatie van 601 Puttense mannen naar concentratiekamp Neuengamme in Duitsland | 1992                         | W.F.C. Hageman van Amnicus Architecten (destijds Van Beek Architecten) te Nijkerk | Dorpsstraat 127         | 52° 15' 35" NB, 5° 35' 54" OL | 0273/WN004 | Meer afbeeldingen |
| Gemetseld waterbouwkundig kunstwerk. Het kunstwerk vormt een onderdeel van het historisch gegroeide landschappelijk gebied ten zuiden van de Vanenburg en verwijst door zijn functie naar de nu opgedroogde beek langs de Engersteeg. De waterval behoort tot de geschiedenis van de Vanenburg vanwege zijn functie ten behoeve van de opwekking van elektriciteit voor de buitenplaats. | begin 20ste eeuw             |                                                                                   | Engersteeg              | 52° 16' 18" NB, 5° 34' 35" OL | 0273/WN005 | Gemetseld waterbouwkundig kunstwerk. Het kunstwerk vormt een onderdeel van het historisch gegroeide landschappelijk gebied ten zuiden van de Vanenburg en verwijst door zijn functie naar de nu opgedroogde beek langs de Engersteeg. De waterval behoort tot de geschiedenis van de Vanenburg vanwege zijn functie ten behoeve van de opwekking van elektriciteit voor de buitenplaats. |
| Boerderij De blauwe schuit | ca. 1800                     |                                                                                   | Gervenseweg 18          | 52° 13' 1" NB, 5° 33' 59" OL  | 0273/WN020 | Upload foto |
| Hallenhuis boerderij | ca. 1900                     |                                                                                   | Gervenseweg 27          | 52° 12' 60" NB, 5° 33' 45" OL | 0273/WN006 | Hallenhuis boerderij |
| Tuinmanswoning, was onderdeel van landgoed Zandleven in Nieuw Historische Stijl | ca. 1912                     | J.J. Hellendoorn, Amsterdam                                                       | Harderwijkerstraat 40   | 52° 16' 2" NB, 5° 36' 57" OL  | 0273/WN007 | Tuinmanswoning, was onderdeel van landgoed Zandleven in Nieuw Historische Stijl |
| Boerderij De Heetkamp. Tot de boerderij behoort een houten schaapskooi op een stenen voet voorzien van een rieten wolfsdak. |                              |                                                                                   | Hogesteeg 24            | 52° 14' 28" NB, 5° 32' 38" OL | 0273/WN008 | Boerderij De Heetkamp. Tot de boerderij behoort een houten schaapskooi op een stenen voet voorzien van een rieten wolfsdak. |
| Krukhuisboerderij. Op het erf staat een bakhuisje, een kapschuur en een hooiberg. | 1811                         |                                                                                   | Hogesteeg 39            | 52° 14' 35" NB, 5° 31' 49" OL | 0273/WN009 | Krukhuisboerderij. Op het erf staat een bakhuisje, een kapschuur en een hooiberg. |
| 4 knotlinden Marktplein. Bij deze eeuwenoude lindebomen werd vroeger recht gesproken. |                              |                                                                                   | Kelnarijstraat          | 52° 15' 40" NB, 5° 36' 29" OL | 0273/WN010 | 4 knotlinden Marktplein. Bij deze eeuwenoude lindebomen werd vroeger recht gesproken. |
| Boerderij De Grootte Veen, onderdeel van landgoed De Bokhorst. | 1756                         |                                                                                   | Nijkerkerstraat 70      | 52° 14' 26" NB, 5° 31' 14" OL | 0273/WN011 | Boerderij De Grootte Veen, onderdeel van landgoed De Bokhorst. |
| Boerderij De Grote Tuk, rieten dak met wolfseinden | 1888                         |                                                                                   | Nijkerkerstraat 74      | 52° 14' 19" NB, 5° 30' 55" OL | 0273/WN012 | Boerderij De Grote Tuk, rieten dak met wolfseinden |
| Boerderij Groot Bokhorst | in 1796 moet zijn vergroot   |                                                                                   | Nijkerkerstraat 76      | 52° 14' 22" NB, 5° 30' 54" OL | 0273/WN013 | Boerderij Groot Bokhorst |
| De boerderij heeft een rieten zadeldak met wolfseinden aan de voor- en achterzijde en gesneden daklijsten. In de voorgevel zijn twee grote vensters. De schuur achter de boerderij heeft eveneens een rieten zadeldak met wolfseinden. Een aan de zuidzijde van de schuur gerealiseerde uitbreiding heeft een pannendak.                                                                 | ca. 1880                     |                                                                                   | 't Oeverstraat 5        | 52° 16' 22" NB, 5° 33' 1" OL  | 0273/WN014 | De boerderij heeft een rieten zadeldak met wolfseinden aan de voor- en achterzijde en gesneden daklijsten. In de voorgevel zijn twee grote vensters. De schuur achter de boerderij heeft eveneens een rieten zadeldak met wolfseinden. Een aan de zuidzijde van de schuur gerealiseerde uitbreiding heeft een pannendak.                                                                 |
| Boerderij Klein Veenhuizen, gave oude boerderij met oorspronkelijk bakhuis met oven |                              |                                                                                   | Poolseweg 10            | 52° 13' 17" NB, 5° 37' 7" OL  | 0273/WN021 | Upload foto |
| Villa De Beukenheg. De klinkerbestrating en de beplanting met de twaalf oude bomen en drie knotwilgen vallen samen met de villa onder de gemeentelijke bescherming. | 1867                         |                                                                                   | Spoorstraat 2           | 52° 15' 38" NB, 5° 35' 59" OL | 0273/WN015 | Villa De Beukenheg. De klinkerbestrating en de beplanting met de twaalf oude bomen en drie knotwilgen vallen samen met de villa onder de gemeentelijke bescherming. |
| Boerderij Tinteler | in de kern middeleeuws       |                                                                                   | Tintelersteeg 21        | 52° 14' 9" NB, 5° 31' 39" OL  | 0273/WN016 | Boerderij Tinteler |
| Houten woonhuis , bekleed met grenenhouten rabatdelen en bruin geschilderd. Het zadeldak met een wolf einde aan de voor- en de achterzijde is gedekt met rode Tuile-du-Nordpannen. | 1934                         |                                                                                   | Van Eeghenlaan 19       | 52° 16' 14" NB, 5° 37' 21" OL | 0273/WN017 | Houten woonhuis , bekleed met grenenhouten rabatdelen en bruin geschilderd. Het zadeldak met een wolf einde aan de voor- en de achterzijde is gedekt met rode Tuile-du-Nordpannen. |
| Voormalig tolhuisje | Tweede kwart van de 19e eeuw |                                                                                   | Voorthuizerstraat 280   | 52° 13' 2" NB, 5° 36' 28" OL  | 0273/WN018 | Voormalig tolhuisje |
| Hallehuis boerderij Groot Koestapel. De boerderij is voor het bovenste gedeelte met riet gedekt en voor het overige met grotendeels rode Oud Hollandse pannen, vermengd met gesmoorde Oud Hollandse pannen. Op het erf staat een vernieuwde schaapsschuur, een grote moderne schuur en een oude voormalige doorrijschuur.                                                                | 1844                         |                                                                                   | Voorthuizerstraat 286   | 52° 12' 43" NB, 5° 36' 26" OL | 0273/WN019 | Hallehuis boerderij Groot Koestapel. De boerderij is voor het bovenste gedeelte met riet gedekt en voor het overige met grotendeels rode Oud Hollandse pannen, vermengd met gesmoorde Oud Hollandse pannen. Op het erf staat een vernieuwde schaapsschuur, een grote moderne schuur en een oude voormalige doorrijschuur.                                                                |
| Stationsgebouw, in Nieuwe Haagse School-stijl | 1929                         | H.G.J. Schelling                                                                  | Stationsstraat 127/127A | 52° 15' 55" NB, 5° 34' 32" OL | 0273/WN022 | Meer afbeeldingen |

Aalten · 
Apeldoorn · 
Arnhem · 
Barneveld · 
Berkelland · 
Beuningen · 
Bronckhorst · 
Brummen · 
Buren · 
Culemborg · 
Doesburg · 
Doetinchem · 
Druten · 
Duiven · 
Ede · 
Elburg · 
Epe · 
Ermelo · 
Groesbeek · 
Harderwijk · 
Hattem · 
Heerde · 
Heumen · 
Lingewaard · 
Lochem · 
Maasdriel · 
Montferland · 
Neder-Betuwe · 
Nijkerk · 
Nijmegen · 
Nunspeet · 
Oldebroek · 
Oost Gelre · 
Oude IJsselstreek · 
Overbetuwe · 
Putten · 
Renkum · 
Rheden · 
Rozendaal · 
Scherpenzeel · 
Tiel · 
Ubbergen · 
Voorst · 
Wageningen · 
West Betuwe · 
West Maas en Waal · 
Westervoort · 
Wijchen · 
Winterswijk · 
Zaltbommel · 
Zevenaar · 
Zutphen